# 虎姫駅
虎姫駅（とらひめえき）は、滋賀県長浜市大寺町細田にある、西日本旅客鉄道（JR西日本）北陸本線の駅である。駅番号はJR-A08。

## 歴史

### 年表
- 1902年（明治35年）6月1日：官設鉄道北陸線の長浜駅 - 高月駅間に新設開業[1][2][3]。一般駅。
- 1909年（明治42年）10月12日：線路名称制定。北陸本線の駅となる[4]。
- 1971年（昭和46年）3月25日：貨物の取り扱いを廃止（旅客駅となる）[5]。
- 1984年（昭和59年）2月1日：荷物の取り扱いを廃止[5]。
- 1987年（昭和62年）4月1日：国鉄分割民営化により、西日本旅客鉄道（JR西日本）の駅となる[5]。
- 1995年（平成7年）8月19日：北びわこ号の運行を開始[6][7]、当駅が停車駅となる（2021年に運行終了）[6][8]。
- 2006年（平成18年）10月21日：北陸本線敦賀駅 - 長浜駅間直流電化により、新快速の乗り入れを開始する[9][10][11][12]。「ICOCA」の利用が可能となる[11][13]。ホームのかさ上げ工事が完成。
- 2018年（平成30年）3月17日：駅ナンバリングが導入され、使用を開始[14]。

### 駅名の由来
当駅の北東に位置する虎御前山の別名、「虎姫山」の伝説（「虎姫という蛇の化身の娘がいた」という伝説）が由来となっている。

## 駅構造

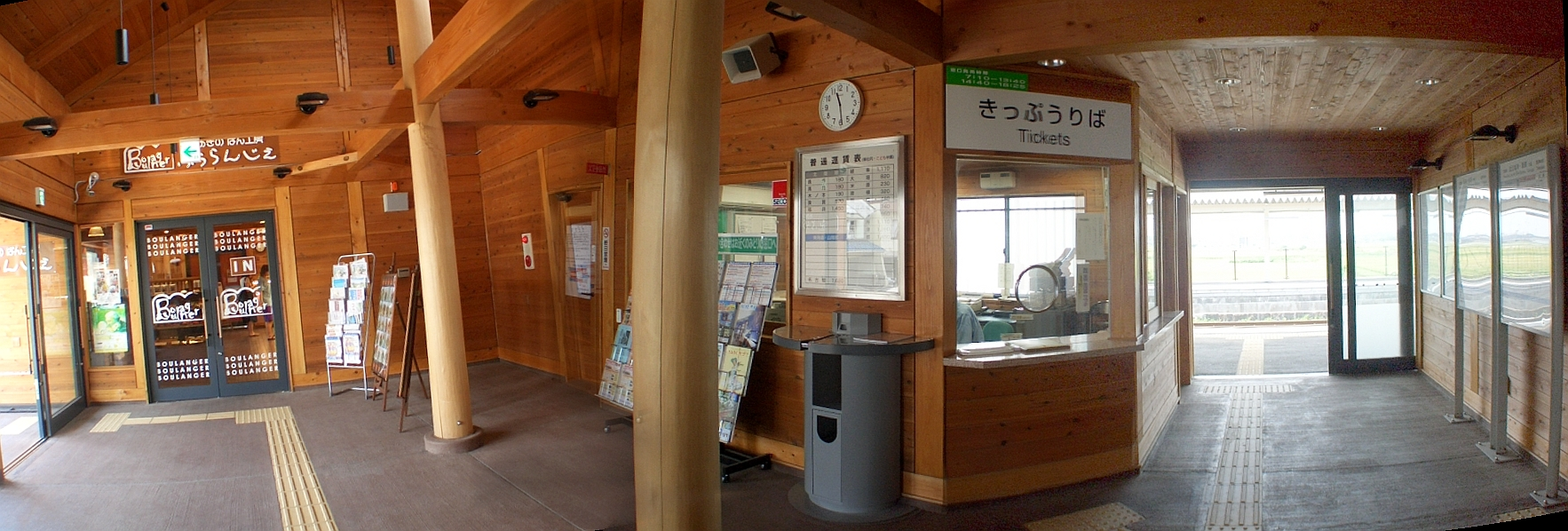
改札周辺の様子（店舗も入っている）

相対式ホーム2面2線を有する地上駅。分岐器や絶対信号機を持たないため、停留所に分類される。互いのホームは跨線橋で結ばれている。駅舎は2006年にログハウス風の建物に改修され、バリアフリーに対応するため入口にスロープが設置されているものの、跨線橋にはエレベーターは設置されていない。
現在は長浜市の指定管理者「まちづくり虎姫」の運営による簡易委託駅（米原駅管理）となっているが、実際はJR西日本交通サービス社員が駅業務を行っている。また、料金専用補充券による指定席発売も行っている。上りホームは4両分、下りホームは6両分かさ上げされている。なお、当駅と長浜駅の間にデッドセクションが設置されていたが、直流電化の際に廃止されている。
みどりの窓口はないが、ICOCAチャージ機能付きの自動券売機とICカード専用簡易改札機が設置されている。

### のりば
| のりば | 路線     | 方向 | 行先               |
| ------ | -------- | ---- | ------------------ |
| 1      | 北陸本線 | 上り | 長浜・米原方面     |
| 2      | 北陸本線 | 下り | 近江塩津・敦賀方面 |

JR京都・神戸線運行管理システムの導入区間内に位置しているが、旅客案内情報処理装置(PIC)は設置されていない。また、同システムによる案内放送も導入されておらず、従来の接近警報機が引き続き使用されている。

## 利用状況

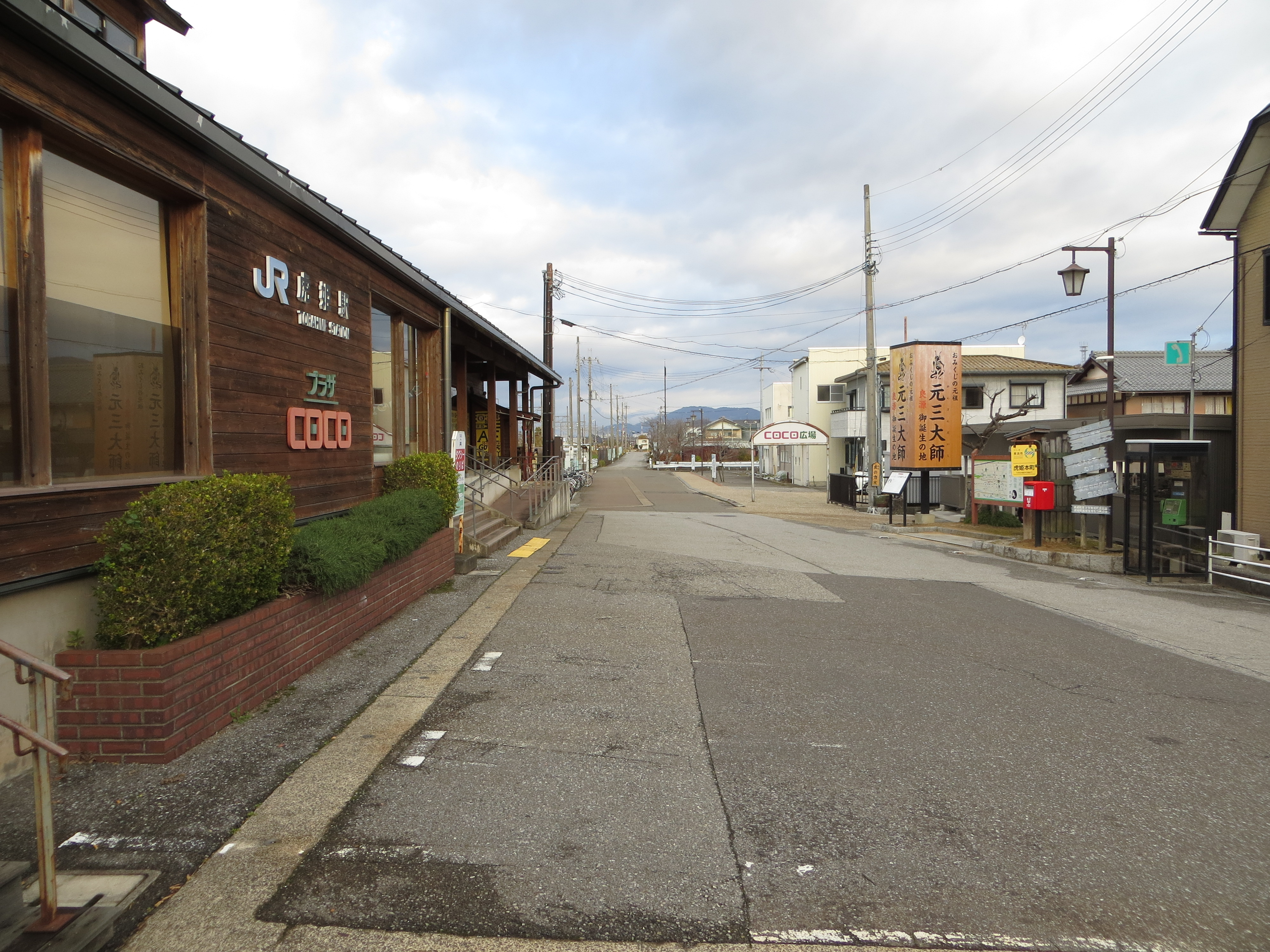
駅前広場（2024年12月撮影）

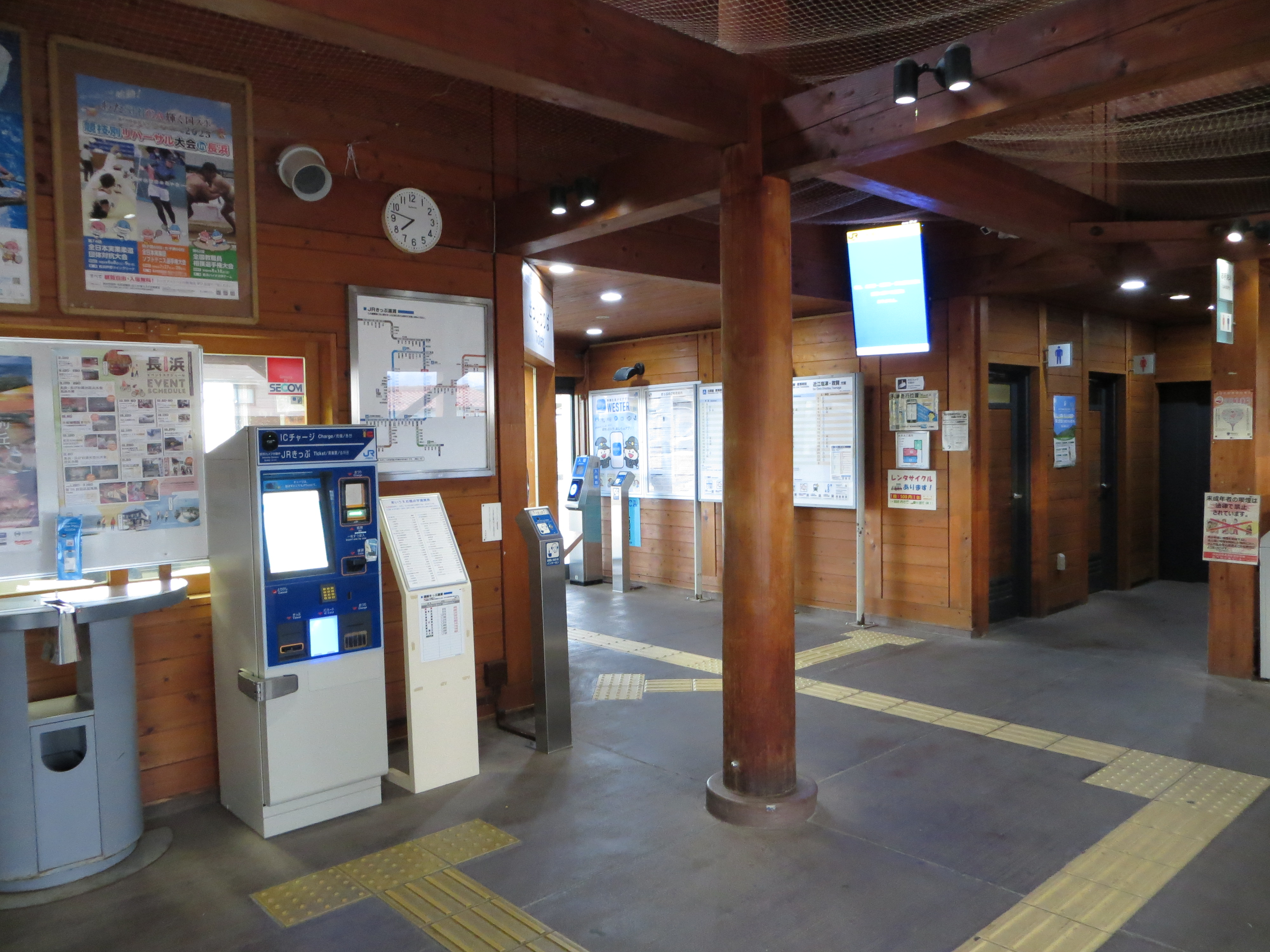
駅構内の様子（2024年12月撮影）

JR西日本の移動等円滑化取組報告書によれば、2023年度の1日当たりの利用者数は1,394人。「滋賀県統計書」によると、1日平均の乗車人員は以下の通りである。
| 年度   | 1日平均 乗車人員 | 出典              |
| ------ | ---------------- | ----------------- |
| 1992年 | 569              | [ 統計 2 ]        |
| 1993年 | 561              | [ 統計 3 ]        |
| 1994年 | 562              | [ 統計 4 ]        |
| 1995年 | 544              | [ 統計 5 ]        |
| 1996年 | 588              | [ 統計 6 ]        |
| 1997年 | 579              | [ 統計 7 ]        |
| 1998年 | 576              | [ 統計 8 ]        |
| 1999年 | 529              | [ 統計 9 ]        |
| 2000年 | 534              | [ 統計 10 ]       |
| 2001年 | 530              | [ 統計 11 ]       |
| 2002年 | 543              | [ 統計 12 ]       |
| 2003年 | 530              | [ 統計 13 ]       |
| 2004年 | 488              | [ 統計 14 ]       |
| 2005年 | 508              | [ 統計 15 ]       |
| 2006年 | 510              | [ 統計 16 ]       |
| 2007年 | 574              | [ 統計 17 ]       |
| 2008年 | 584              | [ 統計 18 ]       |
| 2009年 | 568              | [ 統計 19 ]       |
| 2010年 | 577              | [ 3 ] [ 統計 20 ] |
| 2011年 | 559              | [ 統計 21 ]       |
| 2012年 | 604              | [ 統計 22 ]       |
| 2013年 | 638              | [ 統計 23 ]       |
| 2014年 | 662              | [ 統計 24 ]       |
| 2015年 | 690              | [ 統計 25 ]       |
| 2016年 | 709              | [ 統計 26 ]       |
| 2017年 | 698              | [ 統計 27 ]       |
| 2018年 | 709              | [ 統計 28 ]       |
| 2019年 | 709              | [ 統計 29 ]       |
| 2020年 | 601              | [ 統計 30 ]       |
| 2021年 | 578              | [ 統計 31 ]       |
| 2021年 | 652              | [ 統計 32 ]       |

## 駅周辺
当駅は旧・虎姫町の中心駅。水田が大きく広がるが、駅東側・駅北東側・駅南側には民家が多い。駅北西側にはプラスチック加工業の工場が建つ。国道8号は駅から約1 km離れた西側を、北陸自動車道は駅から約2 km離れた東側を通る。
- 虎姫時遊館
- 長浜市役所虎姫支所
- 長浜市立虎姫図書館
- 長浜市虎姫文化ホール（すぃせん館）
- 勤労者体育センター
- 虎姫郵便局
- 滋賀銀行虎姫支店
- エルナー滋賀営業所
- ジェイフィルム長浜工場（プラスチック加工業）
- 滋賀県立虎姫高等学校
- 長浜市立虎姫学園
- 虎姫幼稚園
- 虎御前山[15]
- 篠原寺
- 大将軍神社[19]
- 国道8号
- 滋賀県道263号丁野虎姫長浜線
- 滋賀県道274号虎姫停車場線
- 滋賀県道275号三川月ヶ瀬線
- 滋賀県道501号安養寺虎姫線

## その他
- 駅名に「虎」が付くことから、阪神タイガースファンに人気のある駅のひとつである[3]。駅前には、地元の有志が2003年に阪神タイガースがリーグ優勝した際に設置した「虎神殿」がある[20]。

## 隣の駅
西日本旅客鉄道（JR西日本）
 北陸本線
■新快速・■普通
河毛駅 (JR-A07) - 虎姫駅 (JR-A08) - 長浜駅 (JR-A09)

### 記事本文
1. 1 2  長浜市年表 2004, p. 179.
2. 1 2 3 4 5  川島 2010, p. 51.
3. 1 2 3 4 5 6 7 8 9  朝日 2012, p. 25.
4. ↑  石野哲 編『停車場変遷大事典 国鉄・JR編』 I（初版）、JTB、1998年10月1日、91頁。ISBN 978-4-533-02980-6。
5. 1 2 3  石野哲 編『停車場変遷大事典 国鉄・JR編』 II（初版）、JTB、1998年10月1日、131頁。ISBN 978-4-533-02980-6。
6. 1 2  「デゴイチが牽引、SL北びわこ号の春季運転が4月末から」『Lmaga.jp』京阪神エルマガジン社、2020年3月22日。
7. ↑  長浜市年表 2004, p. 308.
8. ↑  「JR西日本「SL北びわこ号」C57形1号機が牽引 - 1日限定の冬季運転、3/6実施」『マイナビニュース』マイナビ、2016年2月29日。2021年9月4日閲覧。
9. ↑  『広報きゃんせ長浜』（PDF）9号、長浜市企画部企画政策課、2006年10月1日、5頁。
10. ↑  『広報きゃんせ長浜』（PDF）10号、長浜市企画部企画政策課、2006年11月1日、9頁。
11. 1 2 3  『広報たかしま』（PDF）平成18年10月1日、高島市役所企画部秘書広報課、2006年10月1日、2-3頁。オリジナルの2023年3月15日時点におけるアーカイブ。
12. ↑  「琵琶湖環状線ぐるり車窓の旅 滋賀県がリーフレット」『産経ニュース』産経デジタル、2016年10月22日。
13. ↑  『「ICOCA」いよいよデビュー! 〜 平成15年11月1日（土）よりサービス開始いたします 〜』（プレスリリース）西日本旅客鉄道、2003年8月30日。オリジナルの2004年8月3日時点におけるアーカイブ。
14. ↑  『近畿エリアの12路線 のべ300駅に「駅ナンバー」を導入します！』（プレスリリース）西日本旅客鉄道、2016年7月20日。
15. 1 2  “虎御前山”. 滋賀・びわ湖観光情報.  公益社団法人びわこビジターズビューロー (2022年10月14日). 2023年1月11日閲覧。
16. 1 2 3  “長浜市内の駅の利用” (PDF).   長浜市総務部財産活用政策室. 2024年3月30日閲覧。
17. ↑  “指定管理者の候補者の選定結果概要 虎姫駅コミュニティハウス関連施設” (PDF).   長浜市総務部財産活用政策室. 2024年3月30日閲覧。
18. 1 2  “虎姫駅|時刻表”.   西日本旅客鉄道. 2022年9月16日閲覧。
19. ↑  “大将軍神社”.   長浜・米原・奥びわ湖を楽しむ観光情報サイト. 2022年9月16日閲覧。
20. ↑  『広報ながはま』（PDF） 49巻、長浜市企画部企画調整課、2010年2月1日、10頁。

### 利用状況
1. 1 2  “移動等円滑化取組報告書（鉄道駅）（令和5年度）”.   西日本旅客鉄道. 2025年3月15日閲覧。
2. ↑  平成4年滋賀県統計書
3. ↑  平成5年滋賀県統計書
4. ↑  平成6年滋賀県統計書
5. ↑  平成7年滋賀県統計書
6. ↑  平成8年滋賀県統計書
7. ↑  平成9年滋賀県統計書
8. ↑  平成10年滋賀県統計書
9. ↑  平成11年滋賀県統計書
10. ↑  平成12年滋賀県統計書
11. ↑  平成13年滋賀県統計書
12. ↑  平成14年滋賀県統計書
13. ↑  平成15年滋賀県統計書
14. ↑  平成16年滋賀県統計書
15. ↑  平成17年滋賀県統計書
16. ↑  平成18年滋賀県統計書
17. ↑  平成19年滋賀県統計書
18. ↑  平成20年滋賀県統計書
19. ↑  平成21年滋賀県統計書
20. ↑  平成22年滋賀県統計書
21. ↑  平成23年滋賀県統計書
22. ↑  平成24年滋賀県統計書
23. ↑  平成25年滋賀県統計書
24. ↑  平成26年滋賀県統計書
25. ↑  平成27年滋賀県統計書
26. ↑  平成28年滋賀県統計書
27. ↑  平成29年滋賀県統計書
28. ↑  平成30年滋賀県統計書 (PDF)
29. ↑  令和元年滋賀県統計書 (PDF)
30. ↑  令和2年滋賀県統計書 (PDF)
31. ↑  令和3年滋賀県統計書 (PDF)
32. ↑  令和4年滋賀県統計書 (PDF)